# Scikit-learn
A scikit-learn (originalmente scikits.learn) é uma biblioteca de aprendizado de máquina de código aberto para a linguagem de programação Python.
Ela inclui vários algoritmos de classificação, regressão e agrupamento incluindo máquinas de vetores de suporte, florestas aleatórias, gradient boosting, k-means e DBSCAN, e é projetada para interagir com as bibliotecas Python numéricas e científicas NumPy e SciPy.

## Visão geral
O projeto scikit-learn começou como scikits.learn, um projeto do Google Summer of Code por David Cournapeau. O nome resulta da idea de que ele é um "SciKit" (um SciPy Toolkit), uma extensão do SciPy desenvolvida por terceiros e distribuída separadamente.
O código base original foi posteriormente reescrito por outros desenvolvedores. Entre os vários scikits, o scikit-learn (tal como o scikit-image) foi descrito como "bem mantido e popular" em novembro de 2012.
Em 2015, scikit-learn está sob desenvolvimento ativo e é patrocinado por INRIA, Telecom ParisTech e ocasionalmente pelo Google (através do Google Summer of Code).

## Implementação
Boa parte da scikit-learn é escrita em Python, com alguns algoritmos centrais escritos em Cython para obter melhor desempenho. Máquinas de vetores de suporte são implementadas por um wrapper Cython em volta da LIBSVM; já a regressão logística e as máquinas de vetores de suporte por um wrapper similar em torno da LIBLINEAR.

## Histórico de versão
Scikit-learn foi desenvolvido originalmente por David Cournapeau no Google Summer of Code em 2007. Depois, Matthieu Brucher se juntou ao projeto e começou a usa-lo como parte de sua tese. Em 2010 INRIA, a instituição Francesa de pesquisa em ciência da computação e automação,[carece de fontes?] começou a se envolver com o projeto e o primeiro lançamento público (v0.1 beta) que ocorreu no final de janeiro de 2010.
- Maio de 2019. scikit-learn 0.21.0[6]
- Setembro de 2018. scikit-learn 0.20.0[7]
- Julho de 2017. scikit-learn 0.19.0[8]
- Setembro de 2016. scikit-learn 0.18.0[9]
- Novembro de 2015. scikit-learn 0.17.0[10]
- Março de 2015. scikit-learn 0.16.0[11]
- Julho de 2014. scikit-learn 0.15.0[12]
- Agosto de 2013. scikit-learn 0.14[13]